# Kopernikus-Gymnasium Walsum
Das Kopernikus-Gymnasium Walsum (KGW) ist ein Gymnasium im nördlichsten Stadtbezirk Walsum der Stadt Duisburg.

## Geschichte
Der Rat der selbständigen Stadt Walsum beschloss am 1. Oktober 1962, zum 1. April 1963 in Walsum ein Gymnasium zu errichten. Das „Städtische mathematisch-naturwissenschaftliche und neusprachliche Gymnasium für Jungen und Mädchen“ nahm seine ersten 42 Schüler (27 Jungen und 15 Mädchen) in der Barbara-Volksschule in Wehofen auf. Sein erster Schulleiter war Paul Melzer. Diese Schulgründung brachte ein Novum. Mit ihr wurde eines der ersten koedukativen Gymnasien in Nordrhein-Westfalen ins Leben gerufen. Im zweiten Jahr hatte die Barbara-Schule schon zu wenig Platz. Man zog in die Graf-von-Stauffenberg-Schule an der Goerdelerstraße um. Der erste Kollegiumsausflug konnte mit einem einzigen Auto unternommen werden.
Mit dem Bezug des neuen Schulgebäudes am 7. September 1967 hatte die Raumnot vorerst ein Ende. Mit dem Einzug in das neue Gebäude erhielt die Schule auch einen Namen. Es war das erste Gymnasium in der Bundesrepublik, das nach dem Astronomen Nikolaus Kopernikus benannt wurde. Als Namengeber war auch Freiherr vom Stein, preußischer Reformer des 19. Jahrhunderts, im Gespräch. Die Wahl fiel auf Kopernikus, weil er als Erneuerer des Weltbildes die kopernikanische Wende zu den modernen Wissenschaften einleitete und sich so als Vorbild für die Bildungsarbeit eines Gymnasiums in besonderer Weise anbot. Im Jahr 1971 legten 20 Schüler zum ersten Mal die Abiturprüfung ab.
In den beiden darauffolgenden Jahren explodierten die Anmeldezahlen. 175 bzw. 214 neue Sextaner wurden aufgenommen. 1972 wurde bereits ein erster Erweiterungsbau bezogen. Mit dem zehnjährigen Jubiläum im Jahr 1973 ging der Gründungsschulleiter, Paul Melzer, in den Ruhestand. Sein Nachfolger war Walter Niemann. Er leitete die Schule in der Konsolidierungs- und Ausbauphase, die gekennzeichnet war durch wachsende Schülerzahlen und zunächst drückenden Lehrermangel. Es galt, die Oberstufenreform umzusetzen und nach der Enttypisierung der Gymnasien – die Unterscheidung in mathematisch-naturwissenschaftliche und sprachliche Gymnasien wird landesweit aufgegeben – die Schülerlaufbahnen und die Lehrpläne neu zu konzipieren.
Im Jahr 1975 verlor die Stadt Walsum ihre Selbständigkeit und wurde ein Stadtteil Duisburgs. Die Schule erhielt 1976 eine Dreifachturnhalle und 1980 eine Außensportanlage.
Im Schuljahr 1976/77 hatte das Kopernikus-Gymnasium mit 1249 Schülern seine bisher höchste Schülerzahl. Mit dem 25-jährigen Jubiläum der Schule im Jahr 1988 ging Niemann, der über 15 Jahre Schulleiter war, in den Ruhestand.
Zum 1. August 1988 nahm Hans Peters seinen Dienst auf, der dritte Schulleiter dieses Gymnasiums. Die Schule hatte jetzt 945 Schüler, darunter 516 Mädchen und 429 Jungen. Sie wurden von insgesamt 67 voll- oder teilzeitbeschäftigten Lehrkräften, 22 Frauen und 45 Männern unterrichtet. Die Lehrerversorgung war insgesamt gut. Dieser Trend, dass mehr Mädchen als Jungen das Kopernikus-Gymnasium besuchen, hat sich auch in den darauffolgenden Jahren bestätigt.
Im Jahr 1990 wurden Kontakte zu Schulen im benachbarten Ausland geknüpft, um Schulpartnerschaften zu schließen. Zwei Gymnasien zeigten Interesse und so wurden enge Bande geknüpft zum Oskar-Kolberg-Lyceum in Koscian, Polen und zum Athenee Royal 'Adolphe Sax’ in Dinant, Belgien. Die Pavillons, die über viele Jahre auf dem Schulhof standen und irgendwann wegen ihres baulichen Zustands nur noch Baracken waren, wurden zunehmend baufällig und mussten 1994 geschlossen werden. Da aber die Schule dringend Ersatz für die auf diese Weise verlorenen Räume brauchte, begann eine neue Phase des Bauens. Die Stadt Duisburg zeigte sich großzügig und errichtete zunächst als Anbau an das Hauptgebäude den Oberstufentrakt mit Kursräumen und Fachräumen für die Fächer Physik, Biologie, Informatik, mit Medienräumen und einer Lehrküche und angrenzendem Speiseraum. Seine Einweihung ward mit einem großen Schulfest am 17. und 21. September 1996 gefeiert, bei dem auch Gäste der Partnerschule in Polen zugegen waren.

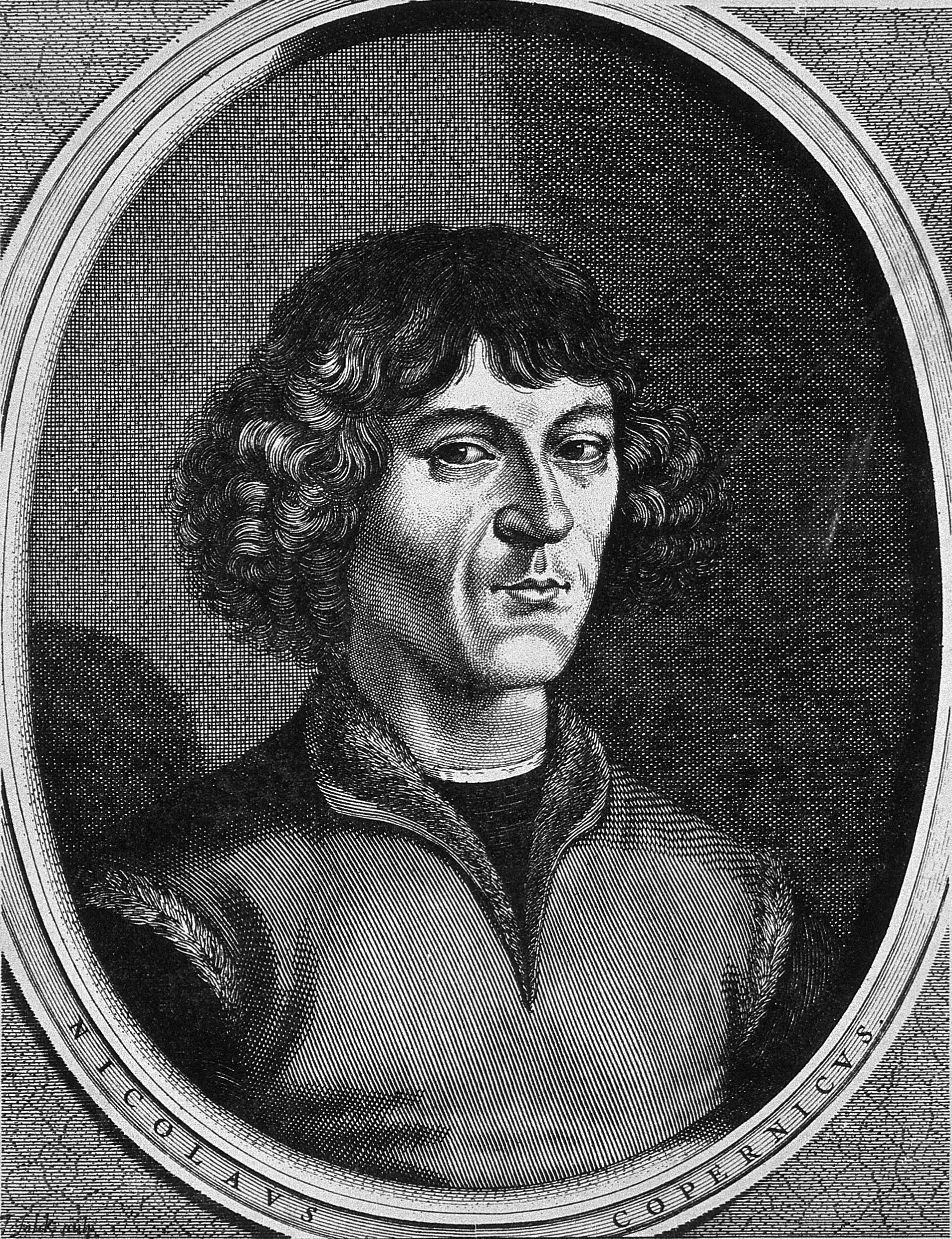
Namensgebender Astronom Nikolaus Kopernikus

Der Neubau war kaum bezogen, da war wegen der steigenden Schülerzahlen ein weiterer in der Planung. Auf dem Gelände der 'Pavillons’ entstand ein zweigeschossiges Gebäude mit sechs Klassenräumen sowie Fachräumen für die Fächer Chemie, Informatik und Musik. Auch dieser Neubau erhielt eine großzügige Ausstattung und setzte architektonisch neue Akzente. Er wurde zum Ende des Jahres 1999 bezogen. Die Sanierung des ersten Erweiterungsbaus erfolgte im Jahr 2000.

## Entwicklungsziele der Schule
Von der Schulleitung vorgeschlagen berät die Schule in ihren Mitwirkungsgremien zu jedem neuen Schuljahr Entwicklungsziele und beschließt daraus abgeleitete Arbeitsschwerpunkte in ihrem jeweiligen Jahresarbeitsplan. Die Schwerpunkte sind den Inhaltsfeldern Unterrichtsentwicklung, Organisationsentwicklung und Qualitätsentwicklung zugeordnet. Ein jährlicher Fortbildungsplan wird hierauf abgestimmt.
Im Schuljahr 2017/2018 stehen die Weiterentwicklung des Klassenlehrerteammodells, die Etablierung des KGW als MINT-freundliche Schule, die Fortsetzung der erzieherischen Arbeit unter dem Leitgedanken der Konfrontativen Pädagogik sowie die Entwicklung eines schuleigenen Beratungskonzepts im Vordergrund.
Außerdem sind im Rahmen der aktuellen Qualitätsanalyse der Schule die Schwerpunktvorhaben „Sprachsensibles Unterrichten“ und „Sprachförderung“ sowie die vertiefte Einführung und Nutzung neuer Medien in den Unterricht als Arbeitsvorhaben der Schule festgelegt. Letzteres soll zu einer Erneuerung der Medienkonzeption in den einzelnen Unterrichtsfächern, der Einführung von Lehrgängen zur informationstechnologischen Grundbildung der Schüler sowie der Vernetzung im kommunalen Angebot der Stadt Duisburg führen.

## Angebote

### Berufs- und Lebensplanung (KAoA, BIZ, Stubos, Rotary)
Seit 2014 nimmt das Kopernikus-Gymnasium am Landesvorhaben Kein Abschluss ohne Anschluss (KAoA) teil. Das Übergangssystem Schule-Beruf in NRW soll Schüler frühzeitig bei der Berufs- und Studienorientierung, der Berufswahl und dem Eintritt in Ausbildung oder Studium unterstützen.
Das Angebot am Kopernikus-Gymnasium umfasst folgende unterrichtliche und außerunterrichtliche Veranstaltungen, Projekte und Praxisphasen:

#### Klasse 8
- Einführung des Portfolioinstruments Berufsorientierungspass
- Teilnahme an der Potenzialanalyse und individuelles Auswertungsgespräch Projekttag Potenzialanalyse und dann?
- Arbeits- und Berufswelt als Themenschwerpunkt im Fach Politik

#### Klasse 9
- Durchführung von Berufsfelderkundungen
- Projekttag Berufsorientierung
- Einführende Beratung im Berufsinformationszentrum Duisburg
- Beruf und Bewerbung als Themenschwerpunkte in den Fächern Deutsch und Englisch Besuch der Ausbildungs- und Berufemesse „Berufe live“ in Düsseldorf

#### Jahrgangsstufe 10
- Einführung in das online-Diagnose und Informationsinstrument Studifinder
- Berufsinformationsabend in Zusammenarbeit mit dem Rotary-Club Walsum

#### Jahrgangsstufe 11/12
- Fortführung der Arbeit mit dem „Studifinder“ (individuelle Testverfahren und Informationssuche)
- Informationsveranstaltung und individuelle Beratung durch die Bundesagentur für Arbeit
- Berufsinformationsabend in Zusammenarbeit mit dem Rotary-Club Walsum/Niederrhein
- Möglichkeit eines Probestudiums an der Universität Duisburg-Essen (Informatik und Wirtschaftsinformatik, Elektrotechnik und Nanoengeneering, Physik, Chemie) Durchführung nationaler und internationaler Masterclasses im Bereich Physik Anschlussvereinbarung

### Wahlpflicht
Ab Klasse 8 bietet das Wahlpflichtfach weitere Optionen zur individuellen Schwerpunktsetzung: Latein oder Französisch können als dritte Fremdsprache angewählt werden. Biochemie der Ernährung beschäftigt sich als fachübergreifender Kurs der Fächer Biologie und Chemie mit Nahrungsmitteln und ihrer Bedeutung für die Gesundheit und bietet konkrete Möglichkeiten gesundheitsbewusste Ernährung zu erproben, indem entsprechende Speisen selbst hergestellt und verzehrt werden. Informatik bietet die Möglichkeit zum Erlernen einfacher Programmiersprachen, die es gestatten, kleinere mathematische Aufgaben selber zu lösen. Eigene Programme sollen Maschinenmodelle steuern und Regelungsvorgänge durchführen können. Gesellschaft und Umwelt ist ebenfalls ein fächerverbindender Kurs (Erdkunde/Politik) und soll unter dem Aspekt der Zukunftswerkstatt Handlungsorientierung, Verantwortungsbewusstsein und Bereitschaft zu bewusstem Handeln in Fragen des Klimawandels und der Globalisierung ansprechen.

### Fremdsprachenangebot
Das Kopernikus-Gymnasium bietet vier Fremdsprachen an: Englisch, Latein, Französisch und Spanisch. Neben der ersten Fremdsprache Englisch (ggf. auch als Basisfach im bilingualen Zweig) werden im 6. Schuljahr als zweite Fremdsprache Latein oder Französisch angeboten. Die Schule bietet in Klasse 8 im Wahlpflichtbereich neben weiteren Fächern wiederum Latein und Französisch an, damit die Möglichkeit des Erlernens beider Fremdsprachen offen gehalten werden kann. Ab der Jahrgangsstufe 10, dem Beginn der Oberstufe, bietet die Schule als weitere, neueinsetzende Fremdsprache Spanisch an. Neben Englisch können die Sprachen Latein und Französisch weitergeführt werden.

### Übermittagsbetreuung / freiwilliger Ganztag
Als Vorschlag aus einem Arbeitskreis von Elternvertretung und Schulleitung wurde im Schuljahr 2008/2009 in allen Mitwirkungsgremien der Beschluss zur Einrichtung einer freiwilligen pädagogischen Übermittagsbetreuung gefasst. Seitdem bietet die Schule durch einen externen Kooperationspartner (seit 2011: Genialis e.V.) Betreuungsangebote (Hausaufgabenbetreuung, Förderkurse, pädagogische Freizeitgestaltung) an vier Nachmittagen an. Die Verpflegung gewährleisten entsprechende Pausenzeiten im Stundenplan, ein Schulkiosk und in Kooperation mit der benachbarten Gesamtschule – ein Angebot für ein Mittagsmenü in der dortigen Schulmensa.

## Rahmenbedingungen der Schule
Das Kopernikus-Gymnasium entspricht in seiner Sekundarstufe I einer vierzügigen, in der Sekundarstufe II einer fünfzügigen Schule. Demografische Veränderungen im Stadtteil Walsum haben die Zahl der Familien mit Migrationshintergrund ansteigen, sodass inzwischen fast jeder zweite Schüler einen besonderen Familien- und Bildungshintergrund hat. Im Schuljahr 2018/2019 besuchten 904 Schüler das Kopernikus-Gymnasium, davon wurden 299 Schüler in der gymnasialen Oberstufe unterrichtet. Die Zahl der Schüler aus Familien mit Migrationshintergrund liegt bei etwa 42 %.

### Familiäre Kontexte, Kollegium
Das Kollegium der Schule, dem derzeit 63 hauptamtliche Lehrer sowie 6 Referendare angehören, besteht zu rund 60 % aus weiblichen Lehrkräften.
Mit einer Übergangsquote von ca. 34 % nimmt das Kopernikus-Gymnasium den Großteil der Grundschüler mit einer gymnasialen oder eingeschränkten gymnasialen Schulformempfehlung auf. Der überwiegende Teil der Schülerschaft kommt aus sieben im näheren Umfeld des Kopernikus-Gymnasiums gelegenen Grundschulen, aus weiteren fünf Grundschulen in der Stadtteilrandlage werden jedoch regelmäßig Schüler angemeldet.

### Schwerpunkte der Oberstufe
Das Kopernikus-Gymnasium bietet seinen Schülern unter Fortführung des Fachangebotes in der Sekundarstufe I alle klassischen Fächer der gymnasialen Oberstufe an. Daneben werden neu die Fächer Spanisch als neueinsetzende Fremdsprache, Erziehungswissenschaft, Philosophie und Sozialwissenschaften angeboten. Das Angebot in Kunst und Musik wird durch Literaturkurse ergänzt. Das Leistungskursangebot orientiert sich an der in der Schule getroffenen Entscheidung, fachliche Schwerpunkte (Profile) der Sekundarstufe I fortzusetzen. Dadurch ergeben zwei Leistungskursschienen mit folgenden Wahlangebot:
- LK 1: Deutsch, Mathematik, Erdkunde, Biologie
- LK 2: Englisch, Erdkunde, Biologie, Physik

Darüber hinaus bietet die Oberstufe des Kopernikus-Gymnasiums die Fortsetzung des bilingualen Zweigs mit eigenen Leistungskursen für die bilingualen Schüler im Fach Englisch und im Grundkurs Geschichte an. Neu eingerichtete Projektkurse in der Stufe 12 in Mathematik/Physik (Nanotechnologie), Deutsch/Kunst (Grafik und Design) Geschichte/Sozialwissenschaften setzen neue Akzente. In Kooperation mit der Universität Duisburg-Essen wurden im naturwissenschaftlichen Aufgabenfeld Möglichkeiten für Probestudiengänge in den Fächern Physik, Chemie und Informatik geschaffen.

## Kopernikus Gospel
Die Kopernikus Gospel ist ein Zusammenschluss mehrerer Arbeitsgemeinschaften am Kopernikus-Gymnasium. Sie wurden 1996 von Friedrich Schepers gegründet und veranstalten seit 1997 jährlich eine Gospelnacht. 2013 wurde die Leitung an Christian Blinkert übergeben. In ihrem Jubiläumsjahr hat der Kopernikus Gospel Train, zu dem Kopernikus Brass und die Kopernikus Rhythm Aces dazu gehören, einige Konzerte absolviert. Das Jahr begann mit den ausverkauften Roll‘N‘Gospel-Shows in Zusammenarbeit mit den Rollkunstläufern des RSV Hamborn, darauf folgte die Aufzeichnung eines Fernsehgottesdienstes im Rahmen des Lutherjahres in Zusammenarbeit mit Pfarrerin Sabine Gradtke und Bibel TV, im Sommer beschallte der Gospel Train während der Extraschicht eine Nacht lang den Landschaftspark Duisburg mit Musik und geschlossen wurde das Jahr mit der Gospelnacht und dem traditionellen Konzert zur Weihnachtszeit im Walsumer Brauhaus.

## Schülervertretung
Die Schülervertretung wird durch die Klassensprecher der Klassen 5–9 sowie die Stufensprecher der Jahrgangsstufen 10–12 gebildet. Des Weiteren werden die Schüler durch ein Team aus zwei Lehrkräften unterstützt, die durch die SV-Vollversammlung jährlich gewählt werden. Ebenfalls aus der Vollversammlung heraus werden die Schülersprecher und die Mitglieder der Schulkonferenz gewählt.
Neueste Entwicklung und aktuelles Arbeitsfeld ist die Partizipation der Schülerschaft an der Bezirks- und Landesschülervertretung, welche erst zu Beginn des Schuljahres 2018 gegründet wurde und sich im Aufbau befindet. Dabei stellt das Kopernikus-Gymnasium als eine von zehn im Bereich Duisburg neben den Delegierten Schülersprecherin auch eine Vertreterin des Vorstandes.

## Klassenprofile

### Bilingualer Zweig
Seit 2002 ist das KGW eine Schule mit deutsch-englischem bilingualen Zweig. Die Schüler erhalten in der 5. und 6. Klasse 5 Wochenstunden und in der 6. Klasse 4 Wochenstunden Englischunterricht. In der 7. Klasse setzt der bilinguale Sachfachunterricht in dem Fach Erdkunde ein, in der 8. und 9. Klasse werden die Fächer Geschichte und Erdkunde als bilinguale Sachfächer erteilt.
Das bilinguale Abitur wird erreicht mit einem Leistungskurs im Fach Englisch, der der erweiterten Sprachkompetenz Rechnung trägt und in einer Prüfung in Geschichte im 3. oder 4. Abiturfach. Neben dem Fachunterricht erhalten die Schüler zusätzliche Angebote zur Förderung in Form von Wettbewerben, Zertifikaten, Planspielen, Projektkursen und AGs. Als Arbeitsgemeinschaft hat sich eine bilinguale Drama-Group herausgebildet.
Die Gelegenheit an englischsprachigen Wettbewerben teilzunehmen, stellt einen weiteren wichtigen Aspekt der Auseinandersetzung mit der englischen Sprache dar. Alle fünften Klassen nehmen an dem Projekt Big Challenge und die bilingualen Klassen 5 bis 9 am TOEFL-Junior Test teil.
Das Label CertiLingua kann mit dem Abiturzeugnis verliehen werden und richtet sich zunächst an die Schüler des bilingualen Zweiges mit guten Leistungen (hier B2-Niveau) in Englisch und Französisch, dem Nachweis von internationalen und europäischen Handlungskompetenzen, die sich im Besuch des bilingualen Sachfachkursbesuchs (Geschichte/Erdkunde) erwerben lassen, und der Organisation einer Face-to-Face-Begegnung und deren anschließender Dokumentation. Das KGW ist seit 2011 anerkannte CertiLingua-Schule.
Für die Schüler des bilingualen Zweigs wird als Abschlussfahrt in der 9. Klasse eine Englandfahrt angeboten, bei der sie das bisher Erlernte in Alltagssituationen in englischen Familien oder bei Städtefahrten erproben können und wichtige kulturelle und geografische Einblicke über England in direkter Anschauung erhalten.

### Naturwissenschaftliches Profil
Als alternative Möglichkeit der Begabungsförderung wurde Anfang 2006 die Entwicklung einer Schwerpunktsetzung im MINT-Bereich beschlossen und zum Schuljahr 2007/2008 das NW-Profil neu eingerichtet. Die Hauptziele des naturwissenschaftlichen Profils sind die Förderung von Schülern mit Interessen und Begabungen im naturwissenschaftlichen Bereich, der verstärkte Einsatz von Experimenten und praktischer Arbeit und die Entwicklung von vernetztem Denken durch fächerübergreifenden Unterricht. Neu eingeführte Unterrichtsthemen, die den Unterricht in den klassischen naturwissenschaftlichen Fächern ergänzen bzw. erweitern, ermöglichen ein intensiveres selbständiges Experimentieren und Arbeiten sowie die Förderung von schülerzentrierten Unterrichtsformen. Dadurch sollen die Schüler naturwissenschaftliche Arbeitsmethoden vertieft kennenlernen, die Entwicklung von Problemlösungsstrategien erlernen sowie mit Dokumentation und Präsentation von Ergebnissen besser vertraut werden. Die Teilnahme an Wettbewerben zur Breiten- bzw. Spitzenförderung (Mathematikolympiade, Känguru-Wettbewerb, Freestyle-Physics, Beamline-for-school, Physik- und Chemieolympiade, Experimentierwettbewerb „Kölner Modell“, Jugend Forscht) kennzeichnen dieses Profil wie seine Kooperationen mit Einrichtungen der Universität Duisburg-Essen und dem Netzwerk Teilchenwelt. Hieraus entstehen jährliche Wettbewerbe, wie z. B. die nationalen und internationalen Masterclasses in Physik und die Durchführung von Probestudiengängen in Physik, Chemie und Informatik. Besonders engagierte Schüler können sich für einen viertägigen Workshop am CERN in Genf qualifizieren. Nach weiteren Qualifikationsstufen können sich Schüler schließlich für einen Forschungsaufenthalt (14 Tage) am LHC in Genf mit dem Ziel der Erstellung einer besonderen Lernleistung und einer mündlichen Zusatzprüfung als 5. Abiturfach bewerben.

### Allgemeinbildendes Profil
Im Zentrum der Vertiefungsstunden des allgemeinbildenden Profils stehen einzelne Fächer und deren Möglichkeit mit vertiefenden, fächerübergreifenden Projekten curriculare Inhalte zu erweitern. Für das Curriculum des Vertiefungsunterrichts ist auch soziales Lernen ein fester Bestandteil. Im Unterschied zu den anderen Fächern der Stundentafel werden hier allerdings keine versetzungsrelevanten Zeugnisnoten vergeben, sondern qualitativ gestaffelte Teilnahme- bzw. Erfolgsbemerkungen erstellt. Das Curriculum des Vertiefungsunterrichts für die Jahrgangsstufe 5 und 6 sieht mit dem Schwerpunkt auf den Fächern Deutsch, Erdkunde und Geschichte Projekte und Exkursionen zu folgenden Themen vor: Airport Düsseldorf, Driesenbusch als Lebensumfeld zur Schule, Besuch der Stadtbibliothek, Besuch beim Radio, Kopernikus und die Sterne (Besuch im Planetarium). Für die Ergänzungsstunde Geschichtsunterricht in der Jahrgangsstufe 7 wurde gemeinsam mit Fachkollegen ein in Themenmodule differenziertes Curriculum rund um das „Leben im Mittelalter“ konzipiert. Das Curriculum des Vertiefungsunterrichts für die Jahrgangsstufe 8 wird derzeit evaluiert und aktualisiert. Schwerpunkte liegen hier auf Modulen der Konzepte Lions-Quest I „Erwachsen werden“ und Lions-Quest Il „Erwachsen handeln“. Die Ergänzungsstunde in der Jahrgangsstufe 9 des allgemeinbildenden Zweiges wird im Fach Mathematik angeboten.

## Partnerschaften
Mit folgenden Schulen pflegt das Gymnasium Partnerschaften und Schüleraustausche:
 Lycée Béhal in Lens, Frankreich
 Oskar-Kolberg-Lyzeum in Koscian, Polen

## Schulleiter
- Paul Melzer (1963–1973)[13]
- Walter Niemann (1973–1988)[14][15]
- Hans Peters (1988–2007)[16]
- Detlef Wöstefeld (seit 2007)[17]

## Ehemalige Schüler
- Sören Link (* 1976 Hamborn), deutscher Politiker (SPD), Oberbürgermeister von Duisburg
- Adolf Sauerland (* 1955 Wehofen), deutscher Politiker (CDU), ehemaliger Oberbürgermeister von Duisburg

## Besonderheiten
- Das Gymnasium verfügt über den Verein der Freunde und Förderer des Kopernikus-Gymnasiums Walsum e.V.[18]
- Das Kopernikus-Gymnasium hat ein ausgeweitetes Medienkonzept und setzt auf Tabletklassen.[19][20][21]
- Gewinner des Vorlesewettbewerbs „Lecture dramatique 2022 und 2023“ der deutsch-französischen Gesellschaft[22][23][24]
- Regelmäßig wird durch das Sammeln von Pfandflaschen im Schulgebäude die Organisation Viva con Agua unterstützt[25]
- Jeder 9. Jahrgang reist nach Aschau, Österreich zum einwöchigen Skifahren
- Das KGW nimmt regelmäßig an folgenden Wettbewerben teil: The Big Challenge, Känguru der Mathematik, Mathematikolympiade[26]
- Schule ohne Rassismus – Schule mit Courage[9]
- Regelmäßig veranstaltet die Kopernikus Gospel & Bili-Musical AG Aufführungen in der Stadthalle in Walsum[27]
- Das Projekt KGW goes nature (114 km durch die Alpen in sechs Tagen) wurde von 18 Schülern des Gymnasiums absolviert[28][29]
- Gefördert im Rahmen „Gute Schule 2020“[30]